# МКС-35
МКС-35 — тридцать пятый долговременный экипаж Международной космической станции. Его работа началась 15 марта 2013 года, 23:43 UTC с момента отстыковки Союз ТМА-06М от станции. В состав экипажа вошли три члена экипажа космического корабля Союз ТМА-07М, ранее работавшие в составе экспедиции МКС-34. Это первый экипаж, командиром которого стал гражданин Канады. 29 марта 2013 года, 2:28 UTC состав экспедиции пополнился тремя членами экипажа космического корабля Союз ТМА-08М. Завершилась экспедиция 13 мая 2013 года, 23:08 UTC в момент отстыковки корабля Союз ТМА-07М от станции.

## Экипаж
| Должность     | 15-29 марта 2013 года  | 29 марта - 13 мая 2013 года | № полёта | Корабль доставки |
| ------------- | ---------------------- | --------------------------- | -------- | ---------------- |
| Командир      | Кристофер Хэдфилд, ККА | Кристофер Хэдфилд, ККА      | 3        | Союз ТМА-07М     |
| Бортинженер 1 | Томас Маршбёрн, НАСА   | Томас Маршбёрн, НАСА        | 2        | Союз ТМА-07М     |
| Бортинженер 2 | Роман Романенко, ФКА   | Роман Романенко, ФКА        | 2        | Союз ТМА-07М     |
| Бортинженер 3 |                        | Кристофер Кэссиди, НАСА     | 2        | Союз ТМА-08М     |
| Бортинженер 4 |                        | Павел Виноградов, ФКА       | 3        | Союз ТМА-08М     |
| Бортинженер 5 |                        | Александр Мисуркин, ФКА     | 1        | Союз ТМА-08М     |

## Основные задачи
- выведение на корабле Союз ТМА-08М двух российских членов экипажа и одного члена экипажа НАСА экспедиции МКС-35/36 (28 марта 2013 года);
- стыковка корабля Союз ТМА-08М к малому исследовательскому модулю Поиск (МИМ2) (29 марта 2013 года);
- загрузка и расстыковка корабля Прогресс М-17М от АО СМ «Звезда» (15 апреля 2013 года);
- выполнение по одному ВКД из Российского сегмента (19 апреля 2013 года) и из Американского сегмента (11 мая 2013 года);
- стыковка корабля Прогресс М-19М к СО1 «Пирс» (26 апреля 2013 года);
- частичная разгрузка корабля Прогресс М-19М;
- поддержание работоспособности станции;
- выполнение программы научно-прикладных исследований и экспериментов (по российской программе планировалось реализовать 504 сеанса по 49 экспериментам, 47 экспериментов начато в предыдущих экспедициях, 2 эксперимента («Контроль» и «Обстановка») — являются новыми);
- проведение бортовых фото- и видеосъёмок хроники полёта МКС.
- обслуживание операций по загрузке и расстыковке корабля Союз ТМА-07М от малого исследовательского модуля МИМ1 Рассвет (возвращение трех членов экипажа экспедиции МКС-34/35) (13 мая 2013 года).

## Подготовка
Основной и дублирующий экипажи МКС-35 проходили подготовку в Центре подготовки космонавтов.

## Ход экспедиции

### Выходы в открытый космос
1. 19 апреля 2013 года,  Павел Виноградов и  Роман Романенко, выход из модуля Пирс, длительность 6 часов 38 минут, выполнение работ с научным оборудованием на российском сегменте МКС[4].
2. 11 мая 2013 года,  Томас Маршбёрн и  Кристофер Кэссиди, выход из модуля Квест, длительность 5 часов 30 минут, астронавты успешно заменили насос системы охлаждения и решили проблему с утечкой аммиака из этой системы[5].

### Принятый грузовой корабль
- «Прогресс М-19М», запуск 24 апреля 2013 года, стыковка 26 апреля 2013 года.